# جزيويل (القبيطة)

تعديل مصدري - تعديل

جزيويل هي إحدى قرى عزلة كرش بمديرية القبيطة التابعة لمحافظة لحج، بلغ تعداد سكانها 118 نسمة حسب تعداد اليمن لعام 2004.